# 시모시오다니촌
시모시오다니촌(下塩谷村)은 니가타현 고시군에 있던 촌이다. 

## 역사
- 1889년 4월 1일 - 정촌제 시행에 의해 고시군 시모시오다니촌이 성립하였다.
- 1954년 6월 1일 -  가미시오다니촌, 히가시다니촌, 니고로촌과 함께 도치오정에 편입, 당일 시로 승격해 도치오시가 되었다.
- 2006년 1월 1일 - 도치오시, 요이타정, 와시마촌, 데라도마리정이 나가오카시에 편입하여, 동해를 접하는 도시가 되었다.

## 참고문헌
- 『市町村名変遷辞典』東京堂出版, 1990年。